# Baptism: A Journey Through Our Time
Pour les articles homonymes, voir Baptism.
Albums de Joan Baez
Joan
(1967) Any Day Now
(1968)
Baptism: A Journey Through Our Time est le septième album studio de Joan Baez, sorti en juin 1968. Elle y récite et y chante divers poèmes, sur une musique composée par Peter Schickele.

## Titres
| 1.    | Old Welsh Song                           | Henry Treece (en)                                          | 1:16 |
| 2.    | I Saw the Vision of Armies               | Walt Whitman                                               | 1:16 |
| 3.    | Minister of War                          | Arthur Waley                                               | 1:10 |
| 4.    | Song in the Blood                        | Lawrence Ferlinghetti, Jacques Prévert                     | 4:28 |
| 5.    | Casida of the Lament                     | Gili, Federico García Lorca                                | 1:01 |
| 6.    | Of the Dark Past                         | James Joyce                                                | 1:59 |
| 7.    | London                                   | William Blake                                              | 1:19 |
| 8.    | In Guernica                              | Norman Rosten (en)                                         | 1:00 |
| 9.    | Who Murdered the Minutes                 | Henry Treece                                               | 3:21 |
| 10.   | Oh, Little Child                         | Henry Treece                                               | 1:25 |
| 11.   | No Man Is an Island                      | John Donne                                                 | 0:56 |
| 12.   | Portrait of the Artist As a Young Man    | James Joyce                                                | 2:14 |
| 13.   | All the Pretty Little Horses             | traditionnel                                               | 1:14 |
| 14.   | Childhood III                            | Arthur Rimbaud, Louis Varèse                               | 1:08 |
| 15.   | The Magic Wood                           | Henry Treece                                               | 2:27 |
| 16.   | Poems from the Japanese                  | Kenneth Rexroth                                            | 2:21 |
| 17.   | Colours                                  | Peter Levi, Robin Milner-Gulland (en), Evgueni Evtouchenko | 1:13 |
| 18.   | All in Green Went My Love Riding         | e e cummings                                               | 3:24 |
| 19.   | Gacela of the Dark Death                 | Federico García Lorca, Stephen Spender                     | 2:09 |
| 20.   | The Parable of the Old Man and the Young | Wilfred Owen                                               | 0:51 |
| 21.   | Evil                                     | N. Cameron, Arthur Rimbaud                                 | 1:30 |
| 22.   | Epitaph for a Poet                       | Countee Cullen                                             | 1:15 |
| 23.   | Old Welsh Song                           | Henry Treece                                               | 1:23 |
| 40:17 |                                          |                                                            |      |